# Laver Cup 2017
La Laver Cup 2017 è stata la prima edizione della Laver Cup, un torneo a squadre divise per rappresentative. Le due squadre, Europa e Resto del mondo, si sono sfidate sui campi in cemento indoor della O2 Arena di Praga in Repubblica Ceca, dal 22 al 24 settembre 2017.

## Partecipanti
| Europa                        | Europa |
| ----------------------------- | ------ |
| Capitano: Björn Borg          |        |
| Vice-capitano: Thomas Enqvist |        |
| Giocatore                     | Rank*  |
| Rafael Nadal                  | 1      |
| Roger Federer                 | 2      |
| Alexander Zverev              | 4      |
| Marin Čilić                   | 5      |
| Dominic Thiem                 | 7      |
| Tomáš Berdych                 | 19     |
| Fernando Verdasco             | 40     |

| Resto del mondo                | Resto del mondo |
| ------------------------------ | --------------- |
| Capitano: John McEnroe         |                 |
| Vice-capitano: Patrick McEnroe |                 |
| Giocatore                      | Rank*           |
| Milos Raonic                   | 11              |
| Sam Querrey                    | 16              |
| John Isner                     | 17              |
| Nick Kyrgios                   | 20              |
| Jack Sock                      | 21              |
| Juan Martín del Potro          | 24              |
| Denis Shapovalov               | 51              |
| Frances Tiafoe                 | 72              |
| Thanasi Kokkinakis             | 215             |

|  | Ritiro    |
|  | Alternate |

* Ranking al 18 settembre 2017

## Incontri
Ogni incontro vinto nel giorno 1 ha assegnato un punto, nel giorno 2 due punti, nel giorno 3 tre punti. La prima squadra arrivata a 13 punti ha vinto la competizione.
| Giorno | Data   | Tipologia incontro | Europa                       | Punti | Resto del mondo          | Punteggio               | Punteggio squadra dopo incontro |
| ------ | ------ | ------------------ | ---------------------------- | ----- | ------------------------ | ----------------------- | ------------------------------- |
| 1      | 22 Set | Singolare          | Marin Cilic                  | 1–0   | Frances Tiafoe           | 7–6(3), 7–6(0)          | 1–0                             |
| 1      | 22 Set | Singolare          | Dominic Thiem                | 1–0   | John Isner               | 6(15)–7, 7–6(2), [10–7] | 2–0                             |
| 1      | 22 Set | Singolare          | Alexander Zverev             | 1–0   | Denis Shapovalov         | 7–6(3), 7–6(5)          | 3–0                             |
| 1      | 22 Set | Doppio             | Tomàs Berdych/ Rafael Nadal  | 0–1   | Nick Kyrgios / Jack Sock | 3–6, 7–6(7), [7–10]     | 3–1                             |
| 2      | 23 Set | Singolare          | Roger Federer                | 2–0   | Sam Querrey              | 6–4, 6–2                | 5–1                             |
| 2      | 23 Set | Singolare          | Rafael Nadal                 | 2–0   | Jack Sock                | 6–3, 3–6, [11–9]        | 7–1                             |
| 2      | 23 Set | Singolare          | Tomáš Berdych                | 0–2   | Nick Kyrgios             | 6–4, 6(4)–7, [6–10]     | 7–3                             |
| 2      | 23 Set | Doppio             | Roger Federer / Rafael Nadal | 2–0   | Sam Querrey / Jack Sock  | 6–4, 1–6, [10–5]        | 9–3                             |
| 3      | 24 Set | Doppio             | Tomáš Berdych / Marin Cilic  | 0–3   | John Isner / Jack Sock   | 6(5)–7, 6(6)–7          | 9–6                             |
| 3      | 24 Set | Singolare          | Alexander Zverev             | 3–0   | Sam Querrey              | 6–4, 6–4                | 12–6                            |
| 3      | 24 Set | Singolare          | Rafael Nadal                 | 0–3   | John Isner               | 5–7, 6(1)–7             | 12–9                            |
| 3      | 24 Set | Singolare          | Roger Federer                | 3–0   | Nick Kyrgios             | 4–6, 7–6(6), [11–9]     | 15–9                            |

## Statistiche giocatori
| Naz                    | Giocatore        | Squadra         | Incontri | Punti  | Punti     | Punti  | Vittorie–Sconfitte | Vittorie–Sconfitte | Vittorie–Sconfitte |
| Naz                    | Giocatore        | Squadra         | Incontri | Totale | Singolare | Doppio | Totale             | Singolare          | Doppio             |
| ---------------------- | ---------------- | --------------- | -------- | ------ | --------- | ------ | ------------------ | ------------------ | ------------------ |
| Australia (bandiera)   | Nick Kyrgios     | Resto del mondo | 3        | 3–3    | 2–3       | 1–0    | 2–1                | 1–1                | 1–0                |
| Austria (bandiera)     | Dominic Thiem    | Europa          | 1        | 1–0    | 1–0       | 0–0    | 1–0                | 1–0                | 0–0                |
| Canada (bandiera)      | Denis Shapovalov | Resto del mondo | 1        | 0–1    | 0–1       | 0–0    | 0–1                | 0–1                | 0–0                |
| Croazia (bandiera)     | Marin Čilić      | Europa          | 2        | 1–3    | 1–0       | 0–3    | 1–1                | 1–0                | 0–1                |
| Rep. Ceca (bandiera)   | Tomáš Berdych    | Europa          | 3        | 0–6    | 0–2       | 0–4    | 0–3                | 0–1                | 0–2                |
| Germania (bandiera)    | Alexander Zverev | Europa          | 2        | 4–0    | 4–0       | 0–0    | 2–0                | 2–0                | 0–0                |
| Spagna (bandiera)      | Rafael Nadal     | Europa          | 4        | 4–4    | 2–3       | 2–1    | 2–2                | 1–1                | 1–1                |
| Svizzera (bandiera)    | Roger Federer    | Europa          | 3        | 7–0    | 5–0       | 2–0    | 3–0                | 2–0                | 1–0                |
| Stati Uniti (bandiera) | John Isner       | Resto del mondo | 3        | 6–1    | 3–1       | 3–0    | 2–1                | 1–1                | 1–0                |
| Stati Uniti (bandiera) | Sam Querrey      | Resto del mondo | 3        | 0–7    | 0–5       | 0–2    | 0–3                | 0–2                | 0–1                |
| Stati Uniti (bandiera) | Jack Sock        | Resto del mondo | 4        | 4–4    | 0–2       | 4–2    | 2–2                | 0–1                | 2–1                |
| Stati Uniti (bandiera) | Frances Tiafoe   | Resto del mondo | 1        | 0–1    | 0–1       | 0–0    | 0–1                | 0–1                | 0–0                |